# Bertram Burkert

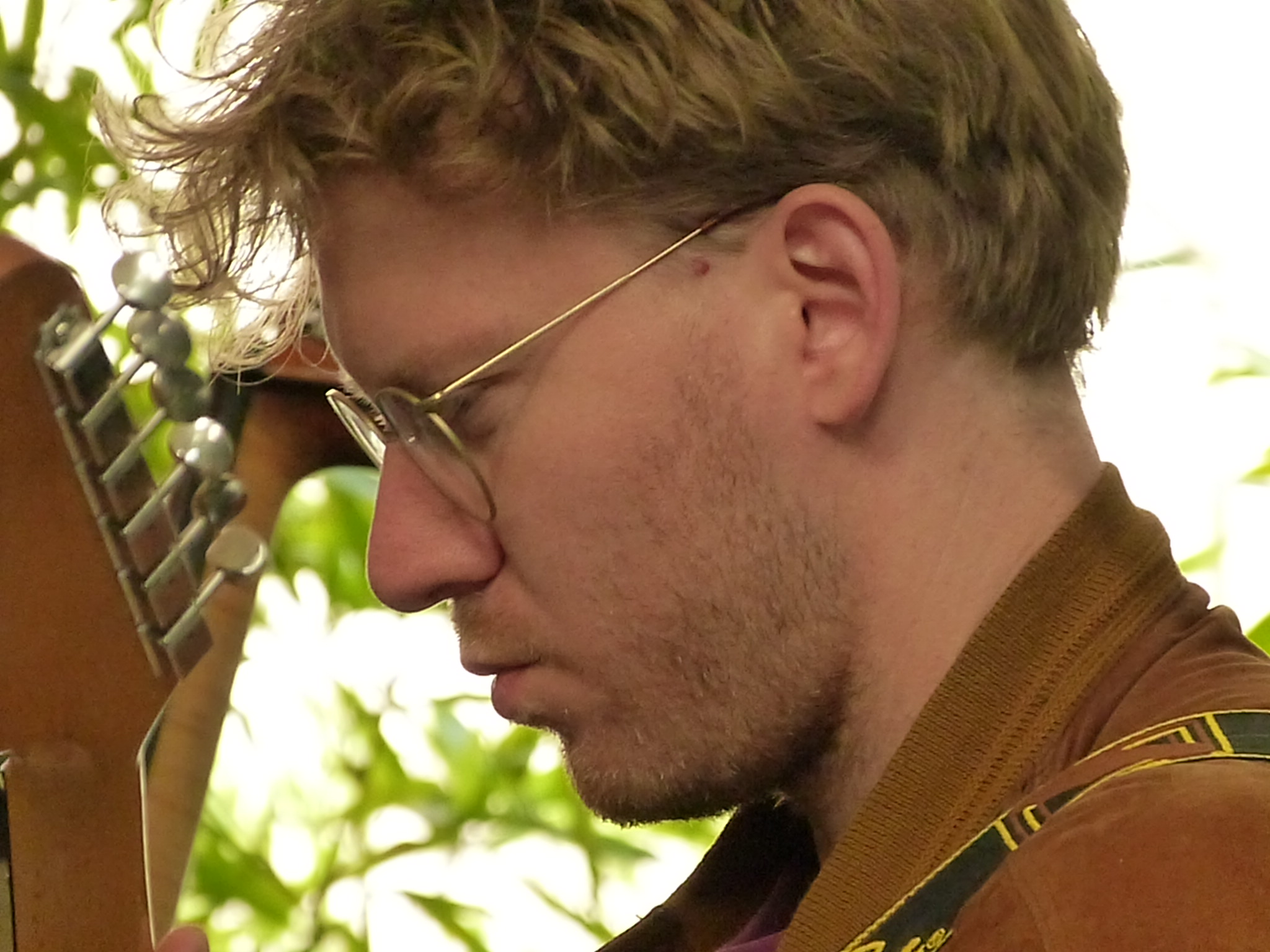
Bertram Burkert 2025 im Konzert von Stax

Bertram Burkert (* 1994 in Apolda) ist ein deutscher Jazzmusiker (Gitarre, auch Trompete, Komposition).

## Leben und Wirken
Burkert begann siebenjährig mit dem Gitarrenspiel; 2010 absolvierte er auf dem Instrument seinen Oberstufenabschluss an der Weimarer Musikschule Otmar Gerster. Nach dem Abitur studierte er an der Hochschule für Musik Franz Liszt Weimar klassische Gitarre, wo er 2017 mit dem Bachelor abschloss; daneben studierte er in Leipzig bei Werner Neumann Jazzgitarre. 
Aus der gemeinsamen Arbeit in der Landesjugendbigband Thüringen fand sich das Trio Kaktusfeld. 2014 und 2015 war Burkert Gitarrist des Bundesjazzorchesters. Seit 2018 gehört er zum Sextett Rocket Men, mit dem zwei Alben entstanden. Das Bertram Burkert Trio mit Matze Eichhorn (Bass) und Jan Roth (Drums) veröffentlichte 2014 sein Debütalbum Das Auge des Betrachters auf Egolaut. Zu seinem Quartett, mit dem das Album Das Suchen nach der eignen Welt (FLOATmusic 2017) entstand, gehören Hayden Chisholm, Robert Landfermann und Fabian Rösch.
Weiterhin interpretiert Burkert im Duo mit Friederike Merz Lieder von Debussy, Fauré, de Falla und Poulenc. Seit 2019 spielt er mit Matthew Halpin und Reza Askari in Max Stadtfelds Quartett Stax, mit dem 2019 ein gleichnamiges Album bei Act und dann das Album Suboptimal (Klaeng 2022) und Fancy Future (Boomslang, 2024) entstand. Zudem ist er auf Alben von Uschi Brüning, Max Prosa, Fredrik Vahle, Marc Doffey (Taking Direction), Damian Dalla Torre (Happy Floating) und Jonas Timm (Morbu) zu hören. Außerdem trat er beim Eröffnungskonzert der Jazzwoche Burghausen 2016 mit der WDR Big Band Köln, Ron Carter und Richard Galliano auf. Konzertreisen führten ihn durch die USA, Russland, Italien, Belgien, Frankreich und die Niederlande.

## Preise und Auszeichnungen
Burkert erhielt den Sonderpreis für die beste Interpretation eines zeitgenössischen Pflichtstückes beim 10. internationalen „Anna Amalia Wettbewerb für junge Gitarristen“ und den Solistenpreis der Deutschen Stiftung Musikleben beim 49. Bundeswettbewerb Jugend musiziert. 
Weiterhin gewann er 2012 den Landeswettbewerb Jugend jazzt sowohl als Solist als auch mit dem Trio Kaktusfeld. Von der Union Deutscher Jazzmusiker wurde er nach dem Bundeswettbewerb Jugend jazzt 2013, auf dem er mit dem Trio Kaktusfeld den ŠKODA Jazzpreis erhielt, mit dem Sonderpreis für die beste Eigenkomposition ausgezeichnet.